# Чотирипелюсткова троянда

Чотирипелюсткова троянда з полярним рівнянням

Чотирипелюсткова троянда (також правильний чотирилисник або квадрифолій, чотирилисник конюшини) —  плоска алгебрична крива 6-го порядку, троянда з чотирма пелюстками.
Є окремим випадком сімейства синусоїдальних спіралей, а також епі- та гіпотрохоїд.

## Рівняння
| Рівняння                                             | |  | |
| ---------------------------------------------------- | --- |  | --- |
| В полярній системі координат                         | {\displaystyle \rho =a\cdot \cos 2\varphi \,,\quad 0\leq \varphi \leq 2\pi } .                                                         |  | {\displaystyle \rho =a\cdot \sin 2\varphi \,,\quad 0\leq \varphi \leq 2\pi } . |
| В декартовій системі координат в неявному виді       | {\displaystyle (x^{2}+y^{2})^{3}=a^{2}\cdot (x^{2}-y^{2})^{2}} .                                                                       |  | {\displaystyle (x^{2}+y^{2})^{3}=4a^{2}x^{2}y^{2}} . |
| В декартовій стстемі координат в параметричному виді | {\displaystyle {\begin{cases}x(t)=a\cdot \cos t\cdot \cos 2t\\y(t)=a\cdot \sin t\cdot \cos 2t\end{cases}}\,,\quad 0\leq t\leq 2\pi } . |  | {\displaystyle {\begin{cases}x(t)=a\cdot \cos t\cdot \sin 2t\\y(t)=a\cdot \sin t\cdot \sin 2t\end{cases}}\,,\quad 0\leq t\leq 2\pi } ; Також: {\displaystyle {\begin{cases}x(t)=2a\cdot \cos t\cdot \sin ^{2}t\\y(t)=2a\cdot \sin t\cdot \cos ^{2}t\end{cases}}\quad 0\leq t\leq 2\pi } |
|                                                      | Початок координат (полюс) {\displaystyle O(0,0)} — чотирикратна вузлова точка; Вершини пелюсток знаходяться на осях координат.         |  | Початок координат (полюс) {\displaystyle O(0,0)} — чотирикратна вузлова точка; Вершини пелюсток знаходяться на прямих {\displaystyle y=\pm x} (на прямих {\displaystyle \varphi ={\frac {\pi }{4}}} та {\displaystyle \varphi ={\frac {3\pi }{4}}}).                                    |

У будь-якій формі це плоска алгебрична крива роду нуль.

## Метричні характеристики
Нехай троянда задана в системі координат одним з рівнянь попереднього розділу. Тоді:
- Довжина дуги (периметр) троянди: [1] [3]

{\displaystyle \ell =8a\cdot \mathrm {E} \left({\frac {\sqrt {3}}{2}}\right)=8a\cdot \int _{0}^{\frac {\pi }{2}}{\sqrt {1-{\frac {3}{4}}\cdot \sin ^{2}t}}\,dt\,\approx 9.68844822...\cdot a.}
де {\displaystyle \mathrm {E} (k)} — повний еліптичний інтеграл другого роду.
Послідовність  A138500 в ОЕIS.
Довжина довільної дуги чотирипелюсткової троянди, що відповідає параметру t: 
{\displaystyle \ell (t)=a\cdot \mathrm {E} \left(2t,{\frac {\sqrt {3}}{4}}\right)}
де {\displaystyle \mathrm {E} (x,k)} — неповний еліптичний інтеграл другого роду.
- Площа области, що обмежена чотирипелюстковою трояндою:

{\displaystyle S={\frac {1}{2}}a^{2}\cdot \int _{0}^{2\pi }\sin ^{2}(2\varphi )d\varphi =8\cdot {\frac {1}{2}}\cdot a^{2}\cdot \int _{0}^{\frac {\pi }{4}}\sin ^{2}(2\varphi )d\varphi ={\frac {\pi a^{2}}{2}}}
Ця площа дорівнює половині площі описаного навколо троянди круга.
Площа области, що обмежена однією пелюсткою троянди дорівнює π·a2/8.
- Кривина чотирипелюсткової троянди в довільній точці, що відповідає параметру t : [3]

{\displaystyle \kappa (t)={\frac {{\sqrt {2}}\cdot (13+3\cos(4t))}{a\cdot (5+3\cos(4t))^{\tfrac {3}{2}}}}}.

## Властивості та особливості форми
- Вся крива розташовується всередині кола радіуса {\displaystyle a} і сладається з чотирьох однакових за формою та розміром пелюсток. Вершини пелюсток є вершинами квадрата.
- Чотирипелюсткова троянда є алгебричною раціональною кривою 4-го порядку роду 0.[4]
- Крива має 4 осі симетрії, дві з яких проходять через протилежні вершини пелюсток. Зокрема, рівняння осей симетрії для косинус-варіанта кривої:

{\displaystyle x=0\,,\quad y=0\,,\quad {\text{та}}\quad y=\pm x}
Полюс кривої (початок координат) {\displaystyle O(0,0)} є центром симетрії кривої.

Прямі {\displaystyle y=\pm x} є дотичними у вузловій точці троянди (для косинус-варіанта кривої). 
- Чотирипелюсткова троянда {\displaystyle \quad \rho =a\cdot \cos 2\varphi } є гіпотрохоїдою, у якої радіус нерухомого кола дорівнює {\displaystyle R={\frac {2a}{3}}}, радіус твірного (рухомого) кола дорівнює {\displaystyle r={\frac {a}{6}}}, а відстань від твірної точки до центра рухомого кола дорівнює {\displaystyle h={\frac {a}{2}}}. [1] [5]:стор.235

Чотирипелюсткова троянда є епітрохоїдою при {\displaystyle R=4r} та {\displaystyle h=R+r={\frac {5}{4}}\cdot R}. :стор.166
- Чотирипелюсткова троянда є подерою астроїди відносно її центра. [6]:стор.166

Для астроїди
{\displaystyle {\begin{cases}x(t)=R\cdot \cos ^{3}{\frac {t}{3}}\\y(t)=R\cdot \sin ^{3}{\frac {t}{3}}\end{cases}}},
де {\displaystyle t} — кут повороту твірного (рухомого) кола;

{\displaystyle R} — радіус напрямного (нерухомого) кола.

рівняння подери відносно її центру (початку координат) буде:
{\displaystyle \rho ={\frac {R}{2}}\cdot \sin 2\varphi }
або
{\displaystyle (x^{2}+y^{2})^{3}=R^{2}\cdot x^{2}y^{2}}
Ця троянда є вписаною в коло, яке вписане в астроїду. Вершини троянди збігаються з вершинами астроїди. :стор.133; 166
- Чотирипелюсткова троянда є геометричним місцем підстав перпендикулярів, що проведені від початку координат до відрізку сталої довжини, кінці якогo ковзають по координатним осям.[6]:стор.166
- Чотирипелюсткова троянда є геометричним місцем вершин прямих кутів, сторони яких дотикаються до астроїди. [6]:стор.166
- Чотирипелюсткова троянда є результатом інверсії відносно початку координат хрестоподібної кривої, що має рівняння

{\displaystyle {\frac {a^{2}}{x^{2}}}+{\frac {a^{2}}{y^{2}}}=1}
або
{\displaystyle \rho ={\frac {2a}{\sin 2\varphi }}=1}
- Крива, двоїста до чотирипелюсткової троянди

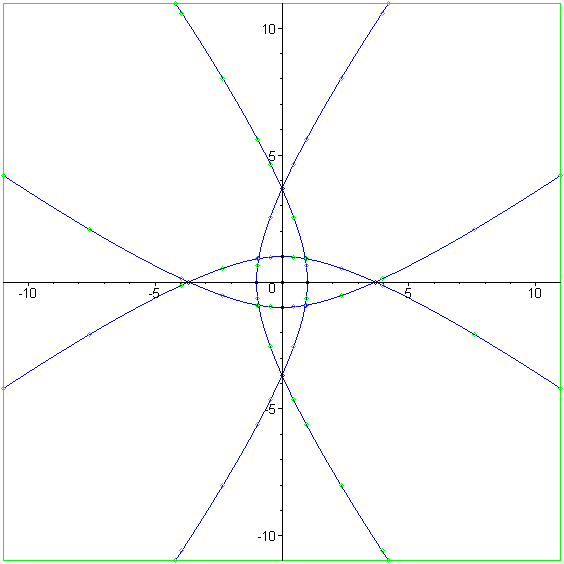
Крива, двоїста до чотирипелюсткової троянди

Дуальною до чотирипелюсткової троянди є крива з рівнянням в декартовій системі координат:
{\displaystyle (x^{2}-y^{2})^{4}+837(x^{2}+y^{2})^{2}+108x^{2}y^{2}=16(x^{2}+7y^{2})(y^{2}+7x^{2})(x^{2}+y^{2})+729(x^{2}+y^{2}).\,}

## Кінематичне та механічне утворення чотирипелюсткової троянди

Утворення чотирипелюсткової троянди при обертанні зубчастих коліс. Крива замикається при повному оберті веденого зубчастого колеса

- Нехай два рівних відрізка {\displaystyle OA} та {\displaystyle AM} довжиною {\displaystyle a} обертаються навколо точок {\displaystyle O} та {\displaystyle A} зі швидкостями, відношення яких дорівнює {\displaystyle {\frac {\omega _{OA}}{\omega _{AM}}}=2}. 
 Тоді траєкторією точки {\displaystyle M} буде  чотирипелюсткова троянда.
- Нехай два радіуси {\displaystyle OA} та {\displaystyle OB} деякого кола обертаються навколо точки {\displaystyle O} зі швидкостями, відношення яких дорівнює {\displaystyle {\frac {\omega _{OA}}{\omega _{OB}}}=2}. 
 Тоді, геометричним місцем підстав перпендикулярів, проведених з точки {\displaystyle A} на {\displaystyle OB} є  чотирипелюсткова троянда.[6]:стор.165